# Emily Davison

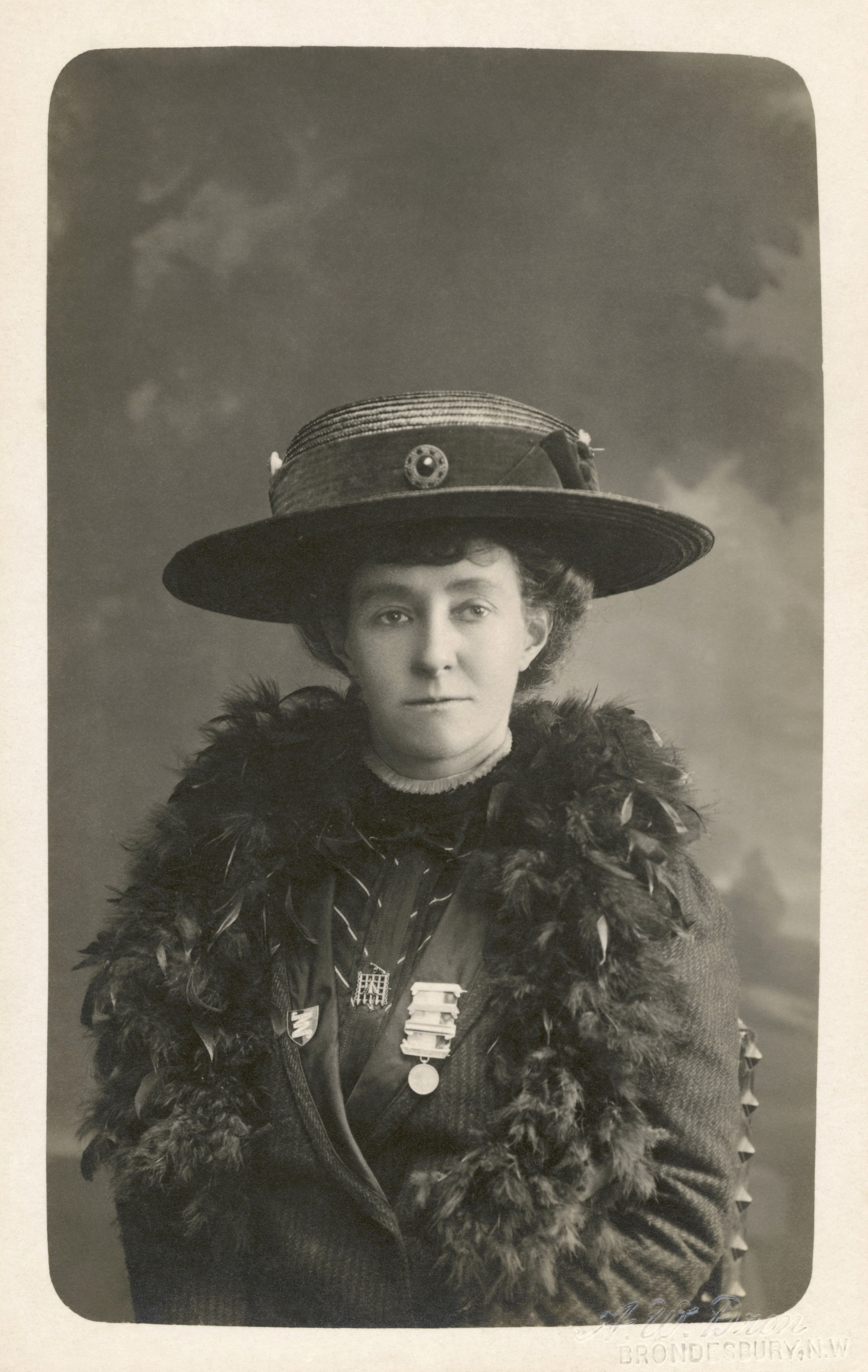
Emily Davison

Emily Wilding Davison (* 11. Oktober 1872 in Blackheath, London; † 8. Juni 1913 in Epsom) war eine englische Suffragette, die für ihr militantes Vorgehen bekannt war. Sie wurde acht Mal inhaftiert, unter anderem für Vergehen wie Strafvereitelung, Körperverletzung, Steinewerfen, Zerschlagen von Fensterscheiben und das Anzünden von Briefkästen. Im Gefängnis verbarrikadierte sie sich in ihrer Zelle, beteiligte sich an Hungerstreiks, wurde zwangsernährt und versuchte einen Suizid, um gegen die Misshandlung der mitinhaftierten Suffragetten zu protestieren.
Nach ihrem Tod beim Epsom Derby 1913, bei dem sie während des Rennens vor das Rennpferd des Königs lief und verstarb, galt sie als Märtyrerin der Suffragettenbewegung. Es ist unklar, ob dies ein geplanter Selbstmord war.

## Leben

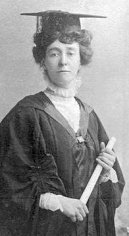
Emily Davison als Absolventin der Universität Oxford

### Frühe Jahre und Ausbildung
Davison wurde im Londoner Stadtteil Greenwich in Roxburgh House, Vanbrugh Park Road als zweites von drei Kindern des pensionierten Kaufmanns Charles Edward Davison (1822–1893) und seiner zweiten Frau Margaret Caisley (1848–1918), geboren. Unterricht erhielt sie zunächst im Familienhaus Gaston House in Hertfordshire von einer Hauslehrerin, ab 1885 besuchte sie die Kensington High School. 1891 erhielt sie ein Stipendium und begann, am Londoner Royal Holloway College Literatur zu studieren. Nach dem Tod ihres Vaters musste sie dieses Studium abbrechen, da ihre Mutter die Studiengebühren nicht mehr bezahlen konnte. Davison arbeitete daraufhin als Gouvernante und Lehrerin. Dadurch konnte sie sich schließlich ein Studium der Biologie, Chemie sowie der englischen Sprache und Literatur am St Hugh’s College der University of Oxford leisten, das sie mit Auszeichnung abschloss, auch wenn ihr, wie allen anderen Studentinnen ihrer Zeit, der akademische Grad verwehrt wurde.

### Frauenrechtlerin
1906 schloss sich Emily Davison der Women’s Social and Political Union (WSPU) an und beteiligte sich an verschiedenen Aktivitäten zur Erlangung des Wahlrechts für Frauen. Im März 1909 wurde sie verhaftet, als sie Premierminister Herbert Asquith eine Petition, in der das Frauenwahlrecht gefordert wurde, überreichen wollte. Sie wurde der „Störung der Öffentlichkeit“ für schuldig befunden und zu einem Monat Gefängnis verurteilt. Vier Monate später war Davison erneut in Haft, diesmal für den Versuch, in einer Halle in London im Beisein des damaligen Schatzkanzlers David Lloyd George eine Rede zu halten. Im September 1909 erhielt sie zusammen mit Mary Leigh und Constance Lytton wegen Steinewerfens erneut eine Strafe von zwei Monaten.
Im Strangeways-Gefängnis (Manchester) trat Davison wiederholt in den Hungerstreik und wurde, wie viele ihrer Mitstreiterinnen, zwangsernährt. Im Holloway-Gefängnis warf sie sich aus Protest eine eiserne Treppe hinunter, wobei sie sich schwere Schäden an der Wirbelsäule zuzog.
Am 2. April 1911, der Nacht der Volkszählung von 1911, versteckte sich Emily Davison in einem Schrank im Palace of Westminster, so dass sie auf dem Volkszählungsformular ihren Wohnsitz wahrheitsgemäß mit House of Commons angeben konnte. Der Labour-Abgeordnete Tony Benn brachte dort im Jahre 1999 eine Gedenktafel mit folgender Inschrift an: „It is a modest reminder of a great woman with a great cause who never lived to see it prosper but played a significant part in making it possible.“  (dt. etwa „Es ist eine bescheidene Erinnerung an eine große Frau mit einer großen Sache, deren Gedeihen sie nie erleben konnte, aber für deren Ermöglichung sie eine sehr bedeutende Rolle spielte.“)

## Tod beim Epsom Derby 1913

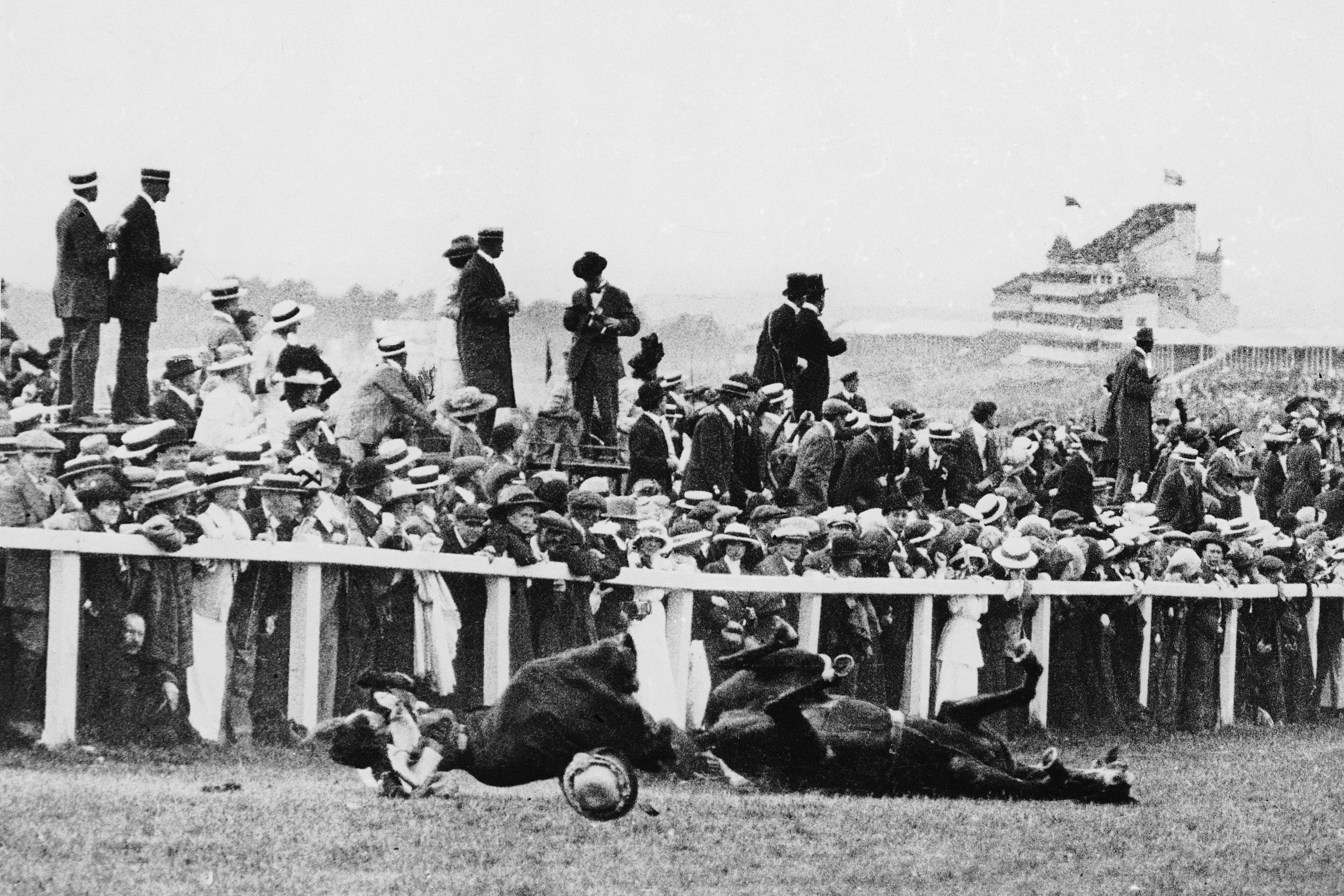
Davison beim Zusammenstoß mit dem Rennpferd des Königs

Am 4. Juni 1913 besuchte sie das berühmte Epsom Derby. Während des Rennens lief Davison auf die Galopprennbahn und wurde vom Pferd des Königs Georg V. überrannt. Der Jockey wurde nur leicht verletzt; Davison allerdings zog sich schwerste innere Verletzungen und einen Schädelbruch zu. Sie starb vier Tage später im Epsom College Hospital, ohne das Bewusstsein wiedererlangt zu haben. Es gibt Vermutungen, dass sie mit dem Sturz des königlichen Pferdes für die Einführung des Frauenwahlrechtes demonstrieren wollte, doch es bleibt unklar, ob dies als Suizid gedacht war. Nach ihrem Tod wurde Davison von ihren Mitstreiterinnen deshalb als Märtyrerin verehrt.
Emily Davison wurde auf dem Friedhof St Mary’s in Morpeth begraben. Die Inschrift ihres Grabsteins lautet Deeds, not words („Taten, nicht Worte“).

## Nachwirkung
Im Historiendrama Suffragette – Taten statt Worte aus dem Jahr 2015, das von der britischen Frauenbewegung zu Beginn des 20. Jahrhunderts handelt, wird Emily Davison von Natalie Press dargestellt.